# Ornitologická pozorovatelna v Chropyni
Ornitologická pozorovatelna v Chropyni je ptačí pozorovatelna/rozhledna, která se nachází na břehu Zámeckého/Chropyňského rybníka v Národní přírodní památce Chropyňský rybník ve městě Chropyně v okrese Kroměříž ve Zlínském kraji na Hané v mezoregionu Hornomoravský úval.

## Historie a popis
Ornitologická pozorovatelna v Chropyni je příhradová, dřevěná a zastřešená rozhledna a vyhlídka, která byla postavena na jaře 2015 podle projektu Ing. arch. Jiřího Kubáta. Nachází se v nadmořské výšce cca 190 m. Rozhledna má celkovou výšku cca 7 m a její jediná vyhlídková plošina je ve výšce cca 3 m a vede na ní 15 schodů. Výhled je především na hladinu Zámeckého rybníka a případně severním směrem na Oderské vrchy. Samotný Zámecký rybník je významnou ornitologickou lokalitou, na které je možno pozorovat až 135 druhů ptáků.

## Další informace
Rozhledna je celoročně volně přístupná a nachází se na trase Moravské stezky, EuroVelo 4 aj.

## Galerie

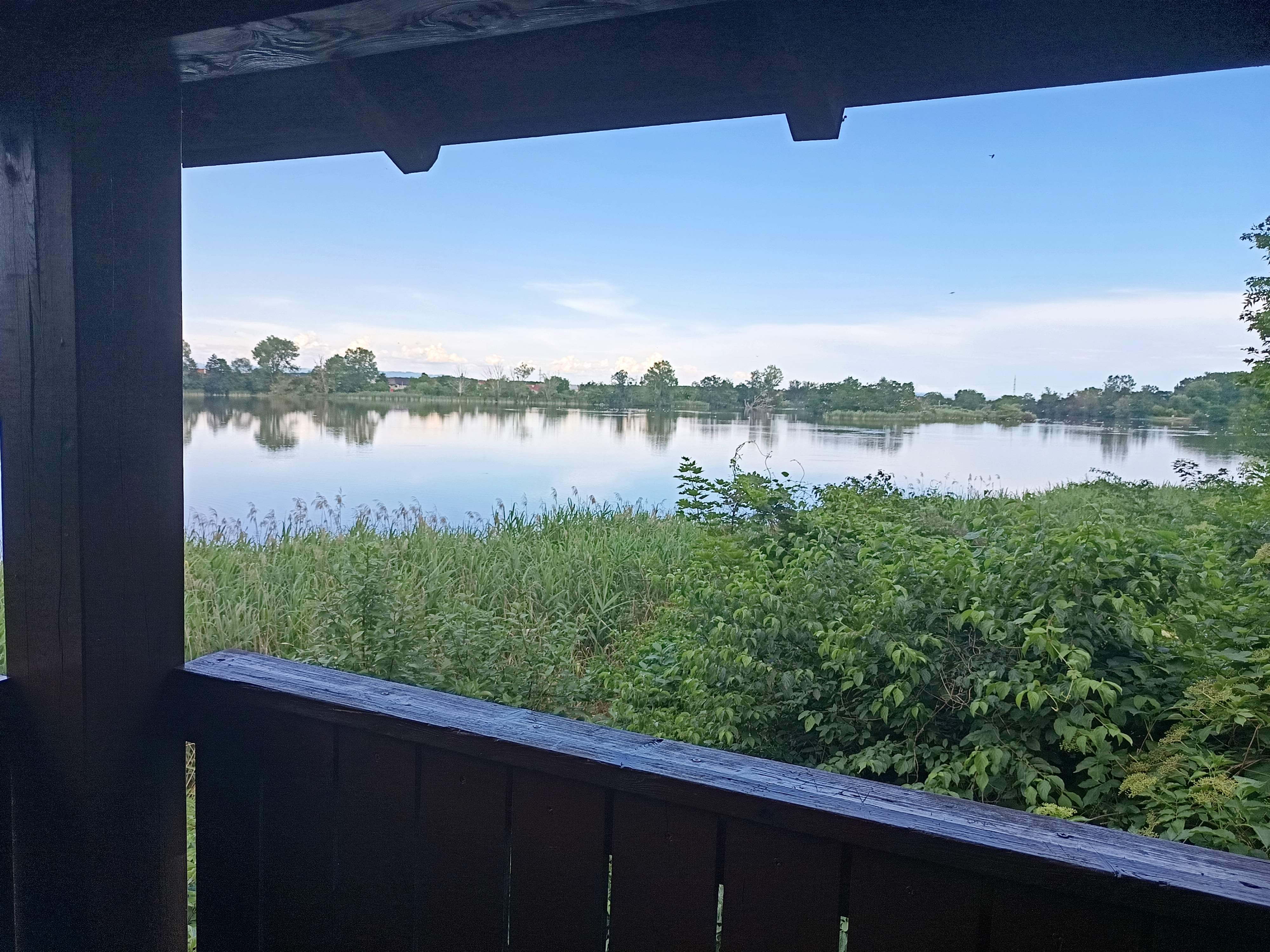
Výhled na Chropyňský rybník